# 国際活映
國際活映株式會社（こくさいかつえい-、1919年12月6日 設立 - 1925年 倒産）は、大正時代に東京に存在した日本の映画会社、通称：国活（こっかつ）。巣鴨と角筈（現在の西新宿）に撮影所を持ち、量産を図るが、早期に瓦解する。

## 略歴・概要

### 巣鴨と角筈の撮影所
1919年（大正8年）12月6日、小林喜三郎が設立した。資本金は1,000万円（当時）、社長に岡田文次を迎え、小林は常務取締役におさまり、関屋親次も常務取締役とした。
日本橋区箱崎町（現在の中央区日本橋箱崎町）の砂糖商で同月13日に、鉱業投資ファンド「大北炭砿」の取締役に就任した熊取谷七松、おなじく砂糖商で同年11月に中央生命の取締役に就任した桑山伊作といった「大正バブル」紳士を設立時の取締役にしている。

かつて1914年（大正3年）に大阪の山川吉太郎とともに「天然色活動写真」（天活）を設立したが、天活の東の興行を委任された「小林商会」で映画製作を開始、天活から大量の俳優引き抜きを行なって対抗勢力たろうとした挙句に1917年（大正6年）に負債を抱えて倒産した小林が、1919年3月、D・W・グリフィス監督の超大作無声映画『イントレランス』（1916年）の「10円興行」でみごと復活、その資金で設立したのが同社である。
1920年（大正9年）1月、「天活」の本社機構と「巣鴨撮影所」を買収、設立第一作は吉野二郎監督、枝正義郎撮影の『忍術四天王』で、同年の暮れも押し迫った12月29日に浅草公園六区の大勝館ほかで公開された。天活最終作品はその3日後の翌1920年（大正9年）1月1日に八丁堀大盛館ほかで上映された田村宇一郎監督、大森勝撮影の『呪いの猛火』であった。福宝堂時代からの小林の盟友山川吉太郎は国活には参加せず、同年5月、「天活」の「大阪支社」と「小阪撮影所」を「帝国キネマ演芸株式会社」（帝キネ）に改組した。
小林は「常盤商会」時代に自らが建設した「日暮里撮影所」（1913年 - 1919年）をついに閉鎖、「巣鴨撮影所」を稼動、1920年前半を「吉野・枝正」、「田村・大森」の2つの監督・撮影タッグでまわした。それと平行して南豊島郡淀橋町大字角筈字十二社（現在の新宿区西新宿、京王プラザホテル近辺）に「角筈撮影所」を新設、同年後半からは同所での製作を開始した。「国活角筈」第一作は、日活向島撮影所出身の細山喜代松監督を起用、女優林千歳を映画デビューさせた『短夜物語』であった。同作は同年7月1日、撮影所のお膝元の新宿に同年5月にオープンした新宿武蔵野館ほかで公開された。「女形」の新派役者を受け入れた「巣鴨」で時代劇を、時代の趨勢である新劇の「女優」を出演させた現代劇を「角筈」で、という棲み分けを行なった。
開所時の角筈撮影所の概要は下記の通りである。
- 撮影所長・撮影課長 : 桝本清
- 脚本係 : 佐々木杢郎、野村愛正
- 監督係 : 畑中蓼波、水島亮太郎、細山喜代松
- 撮影係 : 酒井健三、長井信一、鈴木照次郎
- 俳優 : 井上正夫、武田春郎、児島三郎、正邦宏、高瀬実（のちの高勢実乗）、水島亮太郎、吉田豊作、五味国太郎、林千歳、英百合子、瀬川つる子、御園つや子、小松みどり、松島須恵子

同社は外国映画の輸入配給も手がけていたが、小林の手法にはトラブルが多く、1920年には、横浜・山下町の「平尾商会」が正式輸入し同地の大正活映が配給したアルベール・カペラーニ監督、アラ・ナジモヴァ主演のアメリカ映画の大作『紅燈祭』（1919年）を上海からの闇ルートで中古プリントを入手、『赤燈籠』として競合公開した。

### 崩壊へ
1920年と1921年には巣鴨・角筈フル稼働で、2年間で120本近い作品を量産するが、1920年いっぱいで田村宇一郎に逃げられ、1921年10月には吉野二郎と沢村四郎五郎に逃げられる。2人のメイン監督、主軸スターに松竹蒲田撮影所に移籍され、1922年からは如実に減産していく。「吉野・四郎五郎」ラインの定番時代劇が崩壊、新しく久保田清一および大井新太郎の主演2本軸で量産しようとするが、持久できなかった。同年内には「角筈撮影所」は閉鎖、「巣鴨撮影所」一本体制となる。
1923年（大正12年）、松竹蒲田で監督となった新劇の村田実に『父の罪』を撮らせるが、国活での村田作品はこの1作に終わり、役者の水島亮太郎にも監督デビューさせたが、両者ともに日活向島撮影所へと去る。小沢得二も同様、1本きりで松竹下加茂撮影所へ去る。1922年の暮れに撮影技師に昇進した持田米三も翌年3月いっぱいで去る。同年の3月をもって作品の供給が停止する。
1924年（大正13年）の暮れ、京都の小笠原プロダクションから引き抜いた俳優の内田吐夢に2本（前篇・後篇）出演させ、1925年（大正14年）の正月の3本で村越章二とともに監督に抜擢、合計5作を突然リリースして、製作は終了となる。同年倒産する。
国活には、天活巣鴨以来、撮影部に円谷英二がいた（1919年入社、1920年に助手から撮影技師に昇進）。円谷はのちに国活巣鴨で出会った俳優衣笠貞之助、撮影技師杉山公平とともに、1925年の「衣笠映画聯盟」の設立に参加した。

## フィルモグラフィ

### 1919年 - 1920年
1919年 1本
- 忍術四天王 監督吉野二郎、撮影枝正義郎 ※巣鴨

1920年 65本
- 忍術小法師 監督吉野二郎、撮影枝正義郎 ※巣鴨
- 呪の風の神 原作花井秀雄、撮影枝正義郎
- 女の望 監督田村宇一郎、撮影大森勝 ※巣鴨
- 信田狐 監督吉野二郎 ※巣鴨
- 栗山大膳（黒田騒動） 監督吉野二郎 ※巣鴨
- 彫刻家 監督田村宇一郎、撮影大森勝 ※巣鴨
- 水戸黄門最後の漫遊
- 召集令 監督田村宇一郎 ※巣鴨
- ぬれ衣 監督田村宇一郎、撮影大森勝 ※巣鴨
- 丹波の猿神
- 噫松本訓導 撮影大森勝、主演葛木香一
- みなし児
- 岩見重太郎と霧隠才蔵 監督吉野二郎、撮影枝正義郎、主演沢村四郎五郎、市川莚十郎 ※巣鴨
- 田宮坊太郎 監督吉野二郎、撮影枝正義郎、主演沢村四郎五郎、市川莚十郎 ※巣鴨
- 前田犬千代 撮影大森勝、主演沢村四郎五郎、市川莚十郎
- 姥てい子
- 喧嘩屋五郎兵衛 撮影大森勝、主演沢村四郎五郎、市川莚十郎
- 血潮の鳴門 主演五味国太郎、小松みどり
- 慈母のなやみ
- 小町奴
- 岩にせかされて 主演秋本菊弥、大山武
- 幽霊飛脚 監督吉野二郎、撮影大森勝、主演沢村四郎五郎、市川莚十郎 ※巣鴨
- 飛弾の怪猫 撮影大森勝、主演沢村四郎五郎、市川莚十郎 ※巣鴨
- 延命院と一心太助 撮影大森勝、主演沢村四郎五郎、市川莚十郎 ※巣鴨
- 短夜物語 監督細山喜代松、脚本野村愛正、主演林千歳、高勢実、小松みどり ※角筈第一作
- 灰燼 原作徳富蘆花、主演藤間林太郎 ※角筈
- 乃木将軍潮来船 主演秋元菊弥、大山武
- 村井長庵 撮影大森勝、主演沢村四郎五郎、市川莚十郎 ※巣鴨
- 真田幸村漫遊記 監督吉野二郎、撮影大森勝、主演沢村四郎五郎、市川莚十郎 ※巣鴨
- 絶海の孤島 主演葛木香一、秋元菊弥、大山武
- 火の山 主演藤間欽弥、児島三郎、英百合子
- 大岡政談女カ原
- 罪の夫 ※角筈
- 恨みの尼港 主演五味国太郎、林千歳 ※角筈
- 湖畔の乙女 主演正邦宏、林千歳、高勢実 ※角筈
- 紫のお妙 主演秋元菊弥、大山武
- 井伊大老 監督吉野二郎 ※巣鴨
- 伊達の与作
- 常陸丸
- 惨劇の尼港 ※角筈
- 縁の恨
- 島の塚 監督・原作・脚本・撮影枝正義郎、主演岡部繁之、片岡童十郎 ※巣鴨
- なが月の夜
- 日蓮上人竜の口法難 監督吉野二郎、脚本桂田阿弥笠、撮影青島順一郎、主演沢村四郎五郎、市川莚十郎、片岡童十郎 ※巣鴨
- 芸者小染 主演秋元菊弥
- 女の一念 ※角筈
- 山恋し 主演林千歳、武田春郎 ※角筈
- 実録忠臣蔵 監督吉野二郎、撮影江後岳翠（「江後競」名義）、主演沢村四郎五郎、市川莚十郎、片岡童十郎 ※巣鴨
- 明智光秀漫遊記 監督吉野二郎、主演沢村四郎五郎 ※巣鴨
- 真珠夫人 原作菊池寛、出演熊谷武雄 ※角筈
- 赤壁明神 監督吉野二郎、主演沢村四郎五郎 ※巣鴨
- 玉藻の前三段目 撮影大森勝、主演市川莚十郎
- 阿部保名 撮影枝正義郎
- 葵小僧 主演実川延一郎
- 延命院の傴僂男 撮影円谷英二、主演松井千枝子
- 女夫菊 撮影江後岳翠（「江後競」名義）
- 白縫姫 撮影大森勝、主演沢村四郎五郎、市川莚十郎
- 螢
- アルプスの花 主演林千歳、正邦宏 ※角筈
- 仇討 監督細山喜代松 ※角筈
- 怒濤の曲 ※角筈
- 野狐三次 監督吉野二郎 ※巣鴨
- 怪洞窟
- 猿飛佐助忍術大決戦 監督吉野二郎 ※巣鴨

### 1921年 - 1922年
1921年 52本
- 怪力虎王丸 監督吉野二郎、主演沢村四郎五郎 ※巣鴨
- 曙音頭 監督松本英一、撮影大森勝、主演秋元菊弥
- 忍術児雷 監督吉野二郎、主演沢村四郎五郎 ※巣鴨
- 牧場の娘
- め組の喧嘩 監督吉野二郎、主演沢村四郎五郎 ※巣鴨
- 不鳴千鳥 原作長谷川伸
- 後藤又兵衛忍術破り 監督吉野二郎、主演沢村四郎五郎 ※巣鴨
- 須磨子 原作菊池幽芳 ※1919年に自殺した女優松井須磨子の物語
- 水戸黄門無銭の漫遊 監督吉野二郎、主演沢村四郎五郎 ※巣鴨
- 姥ケ淵 主演葛木香一 ※角筈
- 木下藤吉郎 監督吉野二郎、主演沢村四郎五郎 ※巣鴨
- 雪中行軍(噫青森歩兵五連隊) ※角筈
- 猿飛源次 監督吉野二郎、主演沢村四郎五郎 ※巣鴨
- 銃声
- 寒椿 監督畑中蓼坡、原作小島孤舟、脚本桝本清、撮影酒井健三、出演井上正夫、水谷八重子、吉田豊作、高勢実乗、林千歳、水島亮太郎 ※角筈
- 知らぬ兄弟 撮影大森勝、主演小松正夫
- 荒木又右衛門
- 陸奥物語
- 女装忍術 監督吉野二郎、主演沢村四郎五郎 ※巣鴨
- 熱海の陸道
- 拳骨勇蔵 監督吉野二郎、主演沢村四郎五郎 ※巣鴨
- 呪の梵鍾
- 海の人 監督細山喜代松、撮影青島順一郎、出演井上正夫、林千歳、御園艶子、音地竹子 ※角筈
- 想夫憐 主演環歌子
- 妙義の山猫
- 春子の涙
- 江戸七不思議 監督吉野二郎、主演沢村四郎五郎 ※巣鴨
- ほろびゆく女
- 真田幸村最後の決戦 監督吉野二郎、主演沢村四郎五郎 ※巣鴨
- 白虎隊 監督吉野二郎 ※巣鴨
- 法華長兵衛と幡随院長兵衛
- 操
- 四谷怪談 監督吉野二郎、原作鶴屋南北、主演沢村四郎五郎 ※巣鴨
- 小夜時雨
- 新野崎村 ※1913年、1918年、1919年につぐリメイク
- 怨念の蛇
- 小笠原狐 監督吉野二郎、主演沢村四郎五郎 ※巣鴨
- 秩父嵐
- 堀部安兵衛 監督吉野二郎、主演沢村四郎五郎 ※巣鴨
- 名残の鐘
- 赤垣源蔵 監督吉野二郎、主演沢村四郎五郎 ※巣鴨
- 画家とモデル
- 藤永田造船所木津川工場 撮影大森勝 ※ドキュメンタリー
- 馬賊の娘
- 池に射す花 ※角筈
- 救いの手 ※巣鴨
- 芸妓の誠 主演葛木香一、小池春枝 ※巣鴨
- 戸田新八郎 主演市川莚十郎 ※巣鴨
- 絶望の彼方へ 監督田村宇一郎 ※巣鴨
- 茶碗割 主演市川莚十郎 ※巣鴨
- 尼僧になるまで 監督田村宇一郎、主演大山武、小池春枝、葛木香一、小松みどり ※巣鴨
- 悲しき旦 主演小松みどり、葛木香一、小池春枝 ※巣鴨

1922年 16本
- 首途の鐘 撮影大森勝、主演久保田清一
- 骨肉の闘ひ 撮影大森勝、主演大井新太郎
- 運命の悪戯 撮影大森勝、主演大井新太郎
- 一ツの魂 撮影大森勝、主演大井新太郎
- 黄金の波 撮影大森勝、主演木村猛夫
- 若き女の死 撮影大森勝、主演久保田清一
- 将軍の娘 撮影大森勝、主演木下禄三郎、秋元菊弥
- 夫の罪 撮影大森勝、主演久保田清一
- 嵐の朝 撮影大森勝、主演大井新太郎
- 良民の血潮 撮影大森勝、主演大井新太郎
- 彫刻家の兄弟 ※巣鴨
- 日本左衛門 主演市川莚十郎 ※巣鴨
- 中将姫 主演市川莚十郎、片岡千代駒、嵐しげ代、阪東要二郎
- 雲光の岐に 監督細山喜代松、原作志波西果、撮影青島順一郎、出演葛木香一、水島亮太郎、林千歳、大村正雄 ※巣鴨
- 噫新高 監督田村宇一郎、撮影杉山公平 ※巣鴨
- 鷲津村の娘 監督・原作・脚本坂田重則、撮影持田米三・高城泰策、出演藤野秀夫、衣笠貞之助、横山運平、新井淳 ※巣鴨

### 1923年 - 1925年
1923年1月 - 3月 10本
- 暁山の雲 監督細山喜代松、撮影青島順一郎、出演葛木香一、水島亮太郎
- 新生さぬ仲 監督細山喜代松、撮影青島順一郎、出演葛木香一、林千歳、水島亮太郎
- 老僧の恋 監督・原作・脚本坂田重則、撮影持田米三・高城泰策、出演藤野秀夫、衣笠貞之助、横山運平 ※巣鴨
- 若き妻の死 監督・原作・脚本坂田重則、撮影持田米三・高城泰策、出演新井淳、藤野秀夫、衣笠貞之助、横山運平 ※巣鴨
- 小さき救ひ 監督細山喜代松、原作川村花菱、出演葛木香一、水島亮太郎 ※巣鴨
- 幽魂の焚く炎 監督・原作・脚本枝正義郎、撮影片岡清 ※巣鴨
- 涙の親子 監督小沢得二、撮影杉山公平、出演葛木香一、横山運平、水島亮太郎
- 父の罪 監督・脚本村田実、撮影高城泰策、出演藤野秀夫、衣笠貞之助、新井淳 ※巣鴨
- 生ける悩み 監督水島亮太郎、撮影青島順一郎、出演葛木香一、水島亮太郎
- 愛情の極み 監督・原作・脚本坂田重則、撮影持田米三、出演藤野秀夫、衣笠貞之助、横山運平、新井淳 ※巣鴨

1924年12月 2本
- 奇傑武蔵 前篇 出演内田吐夢 ※巣鴨
- 奇傑武蔵 後篇 出演内田吐夢 ※巣鴨
- 延命院の傴僂男（未公開）

1925年1月 - 2月 3本
- 戦争 監督村越章二・内田吐夢 ※巣鴨
- 地獄谷 監督村越章二、応援監督内田吐夢、撮影片岡清 ※巣鴨
- 義血 監督内田吐夢、助監督伊賀山正徳、撮影円谷英二 ※巣鴨

### 洋画配給
キネマ旬報映画データベースに見られる配給作品の一覧である。日本での公開順。
1920年
- 『赤燈籠』（大正活映による別題『紅燈祭』） The Red Lantern : 監督アルベール・カペラニ、主演アラ・ナジモヴァ、1919年5月4日 アメリカ合衆国公開 /  1920年12月16日公開 [7]

1921年
- 『燃えさかる焔』（別題『燃えさかる炎』） Sacred Flame : 監督エイブラハム・ショーマー、主演エミリー・スティーヴンス、1920年製作、 1921年2月18日公開 [8]
- 『新生の旅へ』（別題『有名なサンズ夫人』） The Notorious Mrs. Sands : 監督クリスティ・キャバンヌ、主演ベシー・バリスケール、1920年製作、 1921年5月6日公開 [9]
- 『空中楼閣』 Love : 監督ウェズリー・ラッグルズ、主演ルイズ・グローム、1920年製作、 1921年6月17日公開 [10]
- 『紅燈の巷』（別題『脚光と影』） Footlight and Shadows : 監督ジョン・W・ノーブル、主演オリーヴ・トーマス、1920年製作、 1921年6月26日公開 [11]
- 『地獄の門の侠女』 The Flame of Hell Gate : 監督ジョージ・E・ミッドルトン、主演ビートリス・ミケレナ、1920年製作、 1921年7月1日公開 [12]
- 『独身同盟』（別題『ホッブス嬢』） Miss Hobbs : 監督ドナルド・クリスプ、主演ワンダ・ホウリー、1920年製作、 1921年9月16日公開 [13]
- 『女運転手』（別題『私に任せて頂戴』） Charge It to Me : 監督ロイ・ウィリアム・ニール、主演マーガリータ・フィッシャー、1919年製作、 1921年9月23日公開 [14]
- 『敵を屠る時』（別題『暁の騎手』） Riders of the Dawn : 監督ジャック・コンウェイ、主演ロイ・スチュアート、1920年製作、 1921年9月30日公開 [15]
- 『益々順調』（別題『楽しき時間』） Better Times : 監督キング・ヴィダー、主演ザス・ピッツ、1919年製作、 1921年9月30日公開 [16]
- 『輝く公爵』 The Illustrious Prince : 監督ウィリアム・ウォーシントン、主演早川雪洲、1919年製作、 1921年10月14日公開 [17]
- 『謎の女繪師』（別題『怖えし少女』） The Little 'Fraid Lady : 監督ジョン・G・アドルフィ、主演メイ・マーシュ、1920年製作、 1921年11月4日公開 [18]
- 『風塵を蹴って』（別題『西部の始まる所』） Where the West Begins : 監督ヘンリー・キング、主演ウィリアム・ラッセル（英語版）、1919年製作、 1921年11月4日公開 [19]
- 『伝説の祭壇』 The Tradition's Alter : 監督チャールズ・スウィッカード、主演早川雪洲、1920年製作、 1921年11月18日公開 [19]
- 『空拳の闘児』（別題『海図になき海峡』） Uncharted Channels : 監督ヘンリー・キング、主演H・B・ワーナー、1920年製作、 1921年12月9日公開 [20]

1922年
- 『誰も知らない』（別題『貴方には判らない』） You Never Can Tell : 監督チェスター・M・フランクリン、主演ビービー・ダニエルス、1920年製作、 1922年1月4日公開 [21]
- 『花爛漫』（別題『さよならレティー』） So Long Letty : 監督アル・E・クリスティ、主演T・ロイ・バーンズ、1920年製作、 1922年1月4日公開 [21]
- 『天才は輝く』（別題『ジェラルディン・レアードの運』） The Luck of Geraldine Laird : 監督エドワード・スローマン、主演ベシー・バリスケール、1920年製作、 1922年1月8日公開 [21]
- 『八一三』 813 : 監督スコット・シドニー、主演ウェッジウッド・ノウエル、1920年製作、 1922年1月8日公開 [21]
- 『迷宮の鍵』（別題『黄室の秘密』） The Mystery of the Yellow Room : 監督エミール・ショータール、主演ウィリアム・S・ウォルコット、1919年製作、 1922年1月14日公開 [22]
- 『ライオンと征服将軍』（別題『七年の不運』） Seven Years Bad Luck : 監督・主演マックス・ランデー、1921年製作、 1922年1月14日公開 [22]
- 『落花紛々』（別題『弁護士に逢へ』） See My Lawyer : 監督アル・E・クリスティ、主演T・ロイ・バーンズ、1921年製作、 1922年2月10日公開 [23]
- 『霊魂の不滅』Körkarlen : 監督・主演ヴィクトル・シェストレム、1920年製作、 1922年2月
- 『死線の勇者』（別題『トング・マン』） The Tong Man : 監督ウィリアム・ウォーシントン、主演早川雪洲 / ヘレン・ジェローム・エディ、1919年製作、 1922年3月3日公開 [24]
- 『乱暴スミス』（別題『スミスまた来い』） Come Again Smith : 監督E・メイソン・ホッパー、主演J・ウォーレン・ケリガン、1919年製作、 1922年3月3日公開 [24]
- 『バンドボツクス』（別題『紙箱』） The Bandbox : 監督ロイ・ウィリアム・ニール、主演ドリス・ケニヨン、1919年製作、 1922年3月16日公開 [25]
- 『スワンプ』（別題『沼』） The Swamp : 監督コリン・キャンベル、主演早川雪洲、1921年製作、 1922年7月8日公開 [26]
- 『男の國』（別題『男の住む地』） A Man's Country : 監督ヘンリー・コルカー、主演アルマ・ルーベンス、1919年製作、 1922年7月8日公開 [26]
- 『勇気ある卑怯者』 The Courageous Coward : 監督ウィリアム・ウォーシントン、主演早川雪洲、1919年製作、 1922年7月14日公開 [27]
- 『近代の夫』 Modern Husbands : 監督フランシス・J・グランドン、主演ヘンリー・B・ウォルソール、1919年製作、 1922年7月21日公開 [27]
- 『死地に面して』（別題『勝負の果』） The End of the Game : 監督ジェス・D・ハンプトン、主演J・ウォーレン・ケリガン、1919年製作、 1922年9月1日公開 [28]
- 『緑車を馳る女』（別題『緑車のディアネ』） Diane of the Green Van : 監督ウォーレス・ウォースリー、主演アルマ・ルーベンス、1919年製作、 1922年9月8日公開 [28]
- 『真紅の鞭』（別題『鞭の痛み』） The Sting of Lash : 監督ヘンリー・キング、主演ポーリン・フレデリック、1921年製作、 1922年9月22日公開 [29]
- 『偽せ山賊』（別題『嘘の上塗り』） The Prodigal Liar : 監督トーマス・ヘフロン、主演ウィリアム・デスモンド、1919年製作、 1922年9月29日公開 [30]
- 『男』 Men : 監督ペリー・N・ヴェクロフ、主演ウィレット・カーショウ、1918年製作、 1922年10月6日公開 [30]
- 『野の花庭の花』（別題『純朴なる同胞』） Poor Relations : 監督キング・ヴィダー、主演フローレンス・ヴィダー、1919年製作、 1922年10月27日公開 [31]
- 『地獄の金』（別題『大富源』） The Mints of Hell : 監督パーク・フレーム、主演ウィリアム・デスモンド、1919年製作、 1922年11月10日公開 [32]
- 『罪の人々』 Sinners : 監督ケネス・ウェッブ、主演アリス・ブラディ、1920年製作、 1922年12月29日公開 [33]

1923年
- 『青春の奇跡』（別題『親切本位に』） Jenny Be Good : 監督ウィリアム・デスモンド・テイラー、主演メアリー・マイルズ・ミンター、1920年製作、 1923年1月5日公開 [34]

日本公開年不明
- 『世の人々へ』 Deliverance : 監督ジョージ・フォスター・プラット、主演エトナ・ロス、1919年製作
- 『愛せられたる詐欺者』 The Beloved Cheater : 監督クリスティ・キャバンヌ、主演ルー・コディ、1919年製作
- 『死人島』 The Isle of Death : 監督カール・フレーリッヒ、主演ベルンハルト・ゲツケ、1921年製作
- 『処女地獄』 The Hell of Young Girls : 監督フリードリッヒ・ツェルニック、主演フィルミー・マイブルヒ、1919年制作

## 註
1. 1 2 3 4  『日本映画発達史 I 活動写真時代』 、田中純一郎、中公文庫、1975年12月10日 ISBN 4122002850, p.292-293.
2. ↑  「滋賀大学経済学部」の公式サイト内の「ビジネス・モデル 「虚業家」による虚偽的信用補完の ビジネス・モデル」の記述を参照。
3. ↑  「日本保険学会」公式サイト内の「“虚業家”による生保乗取と防衛側のリスク管理」の記述を参照。
4. ↑  「横浜都市発展記念館」公式サイト内の「シネマのまち・横浜」の記述を参照。
5. ↑  キネマ旬報映画データベース Archived 2012年1月30日, at the Wayback Machine.、2010年7月26日閲覧。
6. ↑  『20世紀アメリカ映画事典』、編・畑暉男、カタログハウス、2002年4月、ISBN 4905943507
7. ↑  『20世紀アメリカ映画事典』、p.188.
8. ↑  『20世紀アメリカ映画事典』、p.197.
9. ↑  『20世紀アメリカ映画事典』、p.206.
10. ↑  『20世紀アメリカ映画事典』、p.210.
11. ↑  『20世紀アメリカ映画事典』、p.211.
12. ↑  『20世紀アメリカ映画事典』、p.212.
13. ↑  『20世紀アメリカ映画事典』、p.218.
14. ↑  『20世紀アメリカ映画事典』、p.219.
15. ↑  『20世紀アメリカ映画事典』、p.219-220.
16. ↑  『20世紀アメリカ映画事典』、p.220.
17. ↑  『20世紀アメリカ映画事典』、p.221.
18. ↑  『20世紀アメリカ映画事典』、p.222-223.
19. 1 2  『20世紀アメリカ映画事典』、p.223.
20. ↑  『20世紀アメリカ映画事典』、p.225.
21. 1 2 3 4  『20世紀アメリカ映画事典』、p.228.
22. 1 2  『20世紀アメリカ映画事典』、p.230.
23. ↑  『20世紀アメリカ映画事典』、p.232.
24. 1 2  『20世紀アメリカ映画事典』、p.234.
25. ↑  『20世紀アメリカ映画事典』、p.236.
26. 1 2  『20世紀アメリカ映画事典』、p.246.
27. 1 2  『20世紀アメリカ映画事典』、p.247.
28. 1 2  『20世紀アメリカ映画事典』、p.251.
29. ↑  『20世紀アメリカ映画事典』、p.252.
30. 1 2  『20世紀アメリカ映画事典』、p.253.
31. ↑  『20世紀アメリカ映画事典』、p.256.
32. ↑  『20世紀アメリカ映画事典』、p.257-258.
33. ↑  『20世紀アメリカ映画事典』、p.262.
34. ↑  『20世紀アメリカ映画事典』、p.265.